# Nosmips aenigmaticus
Nosmips aenigmaticus (лат.) — вид вымерших приматов, обнаруженный в египетском оазисе Файюм (40 миль от Каира) в 2010 году. Известен по находкам всего 12 зубов. Назван в честь палеонтолога Джорджа Гейлорда Симпсона, которые были страстью этого учёного; научное название вида представляет собой анаграмму.

## Общие сведения
Жил в Африке во времена эоцена (приабонский век). Соотнести этот вид ни с одной из уже известных групп приматов не удалось. Он явственно отличается от всех трёх известных: обезьянообразных, Adapiformes и мокроносых приматов. При этом прослеживается слабая связь с Eosimiidae. Голотипом рода и одновременно типовым видом Nosmips aenigmaticus является премоляр P4 левой половины нижней челюсти (коллекционный номер CGM 66002) из местонахождения BQ-2. Участок принадлежит пачке Умм-Ригл, которая в пределах файюмской последовательности осадконакопления образует либо самую верхнюю часть формации Биркет-Карун, либо самую формации Биркет-Карун, либо самую нижнюю часть формации Каср-эль-Сага. Анализ зубов животного показал, что оно могло питаться семенами или фруктами.